# Liste der Nummer-eins-Hits in Schweden (2000)
Diese Liste enthält alle Nummer-eins-Hits in Schweden im Jahr 2000. Es gab in diesem Jahr 17 Nummer-eins-Singles und 25 Nummer-eins-Alben.
| Singles | Alben |
| --- | --- |
| - Markoolio – Millennium 2 - 6 Wochen (2. Dezember 1999 – 12. Januar 2000) - Bomfunk MC’s – Freestyler - 10 Wochen (13. Januar – 22. März) - Madonna – American Pie - 1 Woche (23. März – 29. März) - Melanie C & Lisa „Left Eye“ Lopes – Never Be the Same Again - 3 Wochen (30. März – 19. April) - Santana & The Product G&B – Maria Maria - 2 Wochen (20. April – 3. Mai) - Britney Spears – Oops!… I Did It Again - 2 Wochen (4. Mai – 17. Mai) - Markoolio feat. Arne Hegerfors – Mera mål! - 2 Wochen (18. Mai – 31. Mai, insgesamt 9 Wochen) - Olsen Brothers – Fly on the Wings of Love - 1 Woche (1. Juni – 7. Juni) - Markoolio feat. Arne Hegerfors – Mera mål! - 7 Wochen (8. Juni – 26. Juli, insgesamt 9 Wochen) - Thomas Rusiak feat. Teddybears STHLM – Hiphopper - 3 Wochen (27. Juli – 16. August) - Melanie C – I Turn to You - 3 Wochen (17. August – 6. September) - Britney Spears – Lucky - 1 Woche (7. September – 13. September, insgesamt 2 Wochen) - Magnus Uggla – Nitar och läder - 1 Woche (14. September – 20. September, insgesamt 4 Wochen) - Britney Spears – Lucky - 1 Woche (21. September – 27. September, insgesamt 2 Wochen) - Magnus Uggla – Nitar och läder - 3 Wochen (28. September – 18. Oktober, insgesamt 4 Wochen) - Feven – Dom tio budorden - 2 Wochen (19. Oktober – 1. November) - Backstreet Boys – Shape of My Heart - 1 Woche (2. November – 8. November) - Westlife – My Love - 1 Woche (9. November – 15. November, insgesamt 2 Wochen) - Ricky Martin – She Bangs - 1 Woche (16. November – 22. November) - Westlife – My Love - 1 Woche (23. November – 29. November, insgesamt 2 Wochen) - Wyclef Jean & Mary J. Blige – 911 - 5 Wochen (30. November 2000 – 3. Januar 2001) | - Carola – Jul i Bethlehem - 2 Wochen (23. Dezember 1999 – 5. Januar 2000) - Verschiedene Interpreten – En salig samling - 4 Wochen (6. Januar – 2. Februar) - Roy Orbison – Sweets For Sweden – The Very Best Of - 1 Woche (3. Februar – 9. Februar) - Simon & Garfunkel – Tales from New York – The Very Best Of - 2 Wochen (10. Februar – 23. Februar) - Red Hot Chili Peppers – Californication - 1 Woche (24. Februar – 1. März) - AC/DC – Stiff Upper Lip - 2 Wochen (2. März – 15. März) - Gheorghe Zamfir – Feeling of Romance - 1 Woche (16. März – 22. März) - Santana – Supernatural - 1 Woche (23. März – 29. März) - Céline Dion – All the Way … A Decade of Song - 1 Woche (30. März – 5. April, insgesamt 2 Wochen; → 1999) - Marie Fredriksson – Äntligen – Marie Fredrikssons bästa 1984–2000 - 7 Wochen (6. April – 24. Mai, insgesamt 8 Wochen) - Britney Spears – Oops!… I Did It Again - 1 Woche (25. Mai – 31. Mai) - Marie Fredriksson – Äntligen – Marie Fredrikssons bästa 1984–2000 - 1 Woche (1. Juni – 7. Juni, insgesamt 8 Wochen) - Iron Maiden – Brave New World - 1 Woche (8. Juni – 14. Juni) - Olsen Brothers – Wings of Love - 1 Woche (15. Juni – 21. Juni, insgesamt 5 Wochen) - Teddybears STHLM – Rock’n’Roll Highschool - 1 Woche (22. Juni – 28. Juni) - Olsen Brothers – Wings of Love - 4 Wochen (29. Juni – 26. Juli, insgesamt 5 Wochen) - The Corrs – In Blue - 2 Wochen (27. Juli – 9. August) - Melanie C – Northern Star - 4 Wochen (10. August – 6. September) - Craig David – Born to Do It - 3 Wochen (7. September – 27. September) - Madonna – Music - 1 Woche (28. September – 4. Oktober) - The Ark – We are the Ark - 1 Woche (5. Oktober – 11. Oktober) - Peter Jöback – Only When I Breathe - 1 Woche (12. Oktober – 18. Oktober) - Hammerfall – Renegade - 1 Woche (19. Oktober – 25. Oktober) - Magnus Uggla – Där jag är e’re alltid bäst - 2 Wochen (26. Oktober – 8. November) - U2 – All That You Can’t Leave Behind - 2 Wochen (9. November – 22. November) - The Beatles – 1 - 1 Woche (23. November – 29. November, insgesamt 8 Wochen) - Ulf Lundell – I ett vinterland - 1 Woche (30. November – 6. Dezember) - The Beatles – 1 - 7 Wochen (7. Dezember 2000 – 24. Januar 2001, insgesamt 8 Wochen) |